# 無声歯茎鼻音
無声歯茎鼻音（むせい しけい びおん）とは、子音の種類の一つ。舌端と歯茎で閉鎖を作り、口蓋帆を下げて呼気を鼻へも通すことによって生じる音。国際音声字母では [n̥] と書く。

## 特徴
- 気流の起こし手 - 肺臓気流機構によって生じる呼気。
- 発声 - 声帯の振動を伴わない無声音。
- 調音
  - 調音位置 - 舌端と歯茎による歯茎音。
  - 調音方法
    - 口腔内の気流 - 舌の中央を気流が通る中線音。
    - 調音器官の接近度 - 完全な閉鎖とその開放による閉鎖音。
    - 口蓋帆の位置 - 口蓋帆を下げて鼻腔へも呼気を送った鼻音。

## 言語例
- ビルマ語
- ウェールズ語